# Tuncurry
Tuncurry é uma cidade costeira em Mid North Coast, no estado de Nova Gales do Sul, na Austrália. De acordo com o censo australiano de 2016, a população da cidade era de 6.186 habitantes.